# Lanvallay
Lanvallay (tiếng Breton: Lanvalae) là một xã của tỉnh Côtes-d’Armor, thuộc vùng Bretagne, tây bắc Pháp.

## Dân số
Người dân ở Lanvallay được gọi là Cotissois.